# Real Sociedad Económica de Amantes de la Patria de Guatemala
La Real Sociedad Económica de Amantes de la Patria de Guatemala era una asociación que tenía el propósito de promover y fomentar la Agricultura, Industria, Artes, y oficios en el Reino de Guatemala. Los estatutos de esta sociedad fueron aprobadas por el rey Carlos III por real cédula en el 21 de octubre de 1795.
Esta sociedad se componía de socios honrarios, asistentes, correspondientes, natos y de mérito.